# Corinth (Kentucky)
Corinth è un comune degli Stati Uniti d'America, situato nello Stato del Kentucky, diviso tra la contea di Grant e la contea di Scott.